# Ivanhoe
Ivanhoe – powieść historyczna Waltera Scotta wydana w 1820 w Edynburgu. Uważana jest za jedno z jego najpopularniejszych dzieł. Wyróżnia się na tle jego twórczości tym, że jako pierwsza podejmuje temat angielski, a nie szkocki.
Akcja powieści rozgrywa się w XII-wiecznej Anglii. Jej głównym bohaterem jest Wilfred z Ivanhoe, anglosaski rycerz w opanowanej przez Normanów Anglii. Akcja powieści dzieje się w okolicach południowego Yorkshire i północnego Nottinghamshire. Jedną z występujących postaci jest legendarny banita Robin Hood.

## Postacie
- Wilfred z Ivanhoe – rycerz, syn Cedryka Saksona, ulubieniec Ryszarda Lwie Serce,
- Rebeka – Żydówka, która posiadła sztukę leczenia, córka Izaaka z Yorku,
- lady Rowena – szlachetna dama, Saksonka, wychowanka Cedryka Saksona,
- książę Jan – Jan bez Ziemi, brat króla Ryszarda
- Czarny Rycerz, Czarny Gnuśnik – król Ryszard Lwie Serce incognito,
- Locksley – Robin Hood, przywódca bandy leśnej,
- pustelnik (eremita) z Copmanhurst – braciszek Tuck,
- Brian de Bois-Guilbert – rycerz Zakonu Templariuszy,
- Izaak z Yorku – ojciec Rebeki, żydowski lichwiarz,
- opat Aymer – opat z Jorvaulx
- Reginald Bawoli Łeb – lokalny baron obdarowany posiadłościami Ivanhoe przez księcia Jana,
- Cedryk Sakson – ojciec Ivanhoe’a
- Łukasz de Beaumanoir – wielki mistrz Zakonu Templariuszy (fikcyjny)
- Maurycy de Bracy – kondotier,
- Waldemar Fitzurse – wierny sługa księcia Jana,
- Aethelstan – ostatni przedstawiciel królewskiej linii saksońskiej,
- Albert de Malvoisin – komandor klasztoru w Templestowe,
- Filip de Malvoisin – lokalny baron (brat Alberta),
- Gurt – wierny świniopas Cedryka,
- Wamba – wierny błazen Cedryka.